# Guillermo Garrido-Lecca Frías
Guillermo Alonso Garrido-Lecca Frías (Piura, 2 de mayo de 1917-Lima, 5 de noviembre de 2008) fue un médico e historiador peruano.

## Biografía
Nació en Piura en 1917. Hijo del abogado Guillermo Garrido Lecca Montoya, quien fue Ministro de Justicia y de Gobierno, y de Evangelina Frías Vega. 
Estudió un Doctorado en Medicina en la Escuela Médica de la Universidad de Harvard, de la que se graduó en 1943. Revalidó sus títulos en la Universidad Nacional Mayor de San Marcos, haciendo la convalidación en la Universidad Complutense de Madrid. Se graduó en la U.S. Naval School Aviaton Medicina de Pensácola en USA. Examinador Médico de Perú en la Federal Aviaton Administration  of United State of America y Canadá.
Fue Director ejecutivo de la Clínica Anglo Americana.
En julio de 1959 fue designado como Ministro de Salud Pública y Asistencia Social por el presidente Manuel Prado Ugarteche. Permaneció en el cargo hasta que renunció en junio de 1960.
Fue Cónsul del Perú en Boston.
Se casó con Eloisa Álvarez Calderon Remy, con quien tuvo 6 hijos: Guillermo, Alfonso, Luz Maria, Maria Rocío, Gonzalo y Manuel Felipe Garrido Lecca Álvarez Calderón.
Postuló al Senado en las elecciones de 1990 por la organización política Somos Libres; sin embargo, no resultó elegido.
Falleció en noviembre de 2008.

## Obras
- El tigre de Piura: el general José María Frías y su tiempo (2001)
- El escudo de armas de la ciudad de San Miguel de Piura (1998)
- San Miguel de Piura, vinculos de sangre (1996)
- Jorge Chávez, un héroe del siglo XX: El porqué la caída y el porqué de su muerte (1991)

## Reconocimientos
- Orden El Sol del Perú en el grado de Gran Oficial (1962)
- Medalla de Honor del Colegio Médico del Perú.
- Hijo Ilustre de Piura.